# PW Андромеды
PW Андромеды (лат. PW Andromedae), HD 1405 — одиночная переменная звезда в созвездии Андромеды на расстоянии приблизительно 92,4 световых лет (около 28,3 парсеков) от Солнца. Видимая звёздная величина звезды — от +8,77m до +8,67m. Возраст звезды определён как около 48,5 млн лет.

## Характеристики
PW Андромеды — жёлто-оранжевый карлик, эруптивная переменная звезда типа RS Гончих Псов (RS) спектрального класса K2V, или K0Ve, или G5. Масса — около 0,8 солнечной, радиус — около 0,72 солнечного, светимость — около 0,27 солнечной. Эффективная температура — около 4796 K.
В 2006 году было сделано первое доплеровское картирование звезды. Были зарегистрированы холодные пятна температурой 1200 Кельвинов, которые двигались группами в пределах ±40° от звёздного экватора. Также был определён точный период вращения звезды вокруг своей оси, он равен 1,76159 суток.
PW Андромеды принадлежит движущейся группе звёзд AB Золотой Рыбы, средний возраст элементов которой оценивается в 50 миллионов лет.